# Església i Convent de les Josefines
L'Església i Convent de les Josefines és una obra noucentista de Vic (Osona) protegida com a Bé Cultural d'Interès Local.

## Descripció
Edifici conventual de planta baixa i dos pisos entorn d'un claustre i una petita església d'una sola nau sense capelles laterals. Tant les façanes exteriors com les interiors són simètriques i marquen eixos verticals de composició.

## Història
El projecte és de l'any 1928, però l'edifici fou inaugurat l'any 1954.